# Communications in Theoretical Physics
Communications in Theoretical Physics is een Chinees, aan collegiale toetsing onderworpen wetenschappelijk tijdschrift op het gebied van de theoretische fysica.
De naam wordt in literatuurverwijzingen meestal afgekort tot Comm. Theor. Phys. Het wordt uitgegeven door IOP Publishing namens de Chinese academie van wetenschappen.